# Laphria terraenovae
Laphria terraenovae là một loài ruồi trong họ Asilidae. Laphria terraenovae được Macquart miêu tả năm 1838. Loài này phân bố ở vùng Tân Bắc giới.